# Muteci
Muteci (łac. Diocesis Mutecitanus) – stolica historycznej diecezji w Cesarstwie rzymskim w prowincji Mauretania Cezarensis, zlikwidowana w VII w. podczas ekspansji islamskiej, współcześnie w północnej Algierii. Obecnie katolickie biskupstwo tytularne. 

## Biskupi tytularni
| Lp. | Biskup                 | Funkcja                                 | Od               | Do               |
| --- | ---------------------- | --------------------------------------- | ---------------- | ---------------- |
| 1   | Bienvenido Lopez       | biskup pomocniczy Manili (Filipiny)     | 3 grudnia 1966   | 27 kwietnia 1995 |
| 2   | Fernando Sabogal Viana | biskup pomocniczy Bogoty (Kolumbia)     | 8 marca 1996     | 1 grudnia 2013   |
| 3   | Myron Cotta            | biskup pomocniczy Sacramento (USA)      | 24 stycznia 2014 | 23 stycznia 2018 |
| 4   | Giovani Arana          | biskup pomocniczy El Alto (Boliwia)     | 27 marca 2018    | 30 marca 2021    |
| 5   | Martin Ashe            | biskup pomocniczy Melbourne (Australia) | 14 maja 2021     |                  |